# Hans Gustav Güterbock
Hans Gustav Güterbock, född 27 maj 1908, död 29 mars 2000, var en tysk filolog.
Hans Gustav Güterbock var 1935–1948 professor i hettitisk filologi i Ankara, gästföreläste vid Uppsala universitet 1948–1949, och blev 1950 professor vid University of Chicago. Han deltog 1933–1935 i de tyska utgrävningarna av den hettitiska huvudstaden Hattusa i nordvästra Turkiet. Bland Güterbocks större arbeten märks Die historische Tradition und ihre literarische Gestaltung bei Babyloniern und Hethitern (i Zeitschrift für Assyriologie, 1934, 1938) och monografin Kumarbi (1946) där han påvisade hettitiska element i fenicisk och grekisk teogoni och kosmogoni